# Atkinsoniella contrariuscula
Atkinsoniella contrariuscula är en insektsart som först beskrevs av Jacobi 1944.  Atkinsoniella contrariuscula ingår i släktet Atkinsoniella och familjen dvärgstritar. Inga underarter finns listade i Catalogue of Life.